# Глищинские
Глищинские (пол. Gliszczyński) — дворянский род.
В прежней Великопольской провинции оседлые. Из них Антон купил в 1746 году в Гнезненском Повете поместье Сокольники. Матвей из-Глисна Глищинский, Писарь Земский Калишский, владел в 1759 году в Калишском Воеводстве поместьями: Хутки, Кровице, Модла и Юниково, а в 1764 году был Послом на Сейме от Познанского Воеводства.

## Описание герба
Герб Ястржембец VII или ГлищинскийЗолотая подкова шипами вниз; в середине подковы кавалерский крест, а на ребре её серебряный полуторный крест, на котором нога в броне, согнутая в колене и ступнею к левому углу щита обращенная. Навершие шлема как в первообразном гербе Ястржембец.
Герб Ястршембец 7 (употребляют: Глищинские) внесен в Часть 2 Гербовника дворянских родов Царства Польского, стр. 192. Также употребляют этот герб: Dejanicz.

## Известные представители рода
- Глищинский, Антон (1766—1835) — польский политик и переводчик.
- Глищинский, Антон Адамович (Антон Казимир Людовик; 1861 — ?) — русский государственный деятель, тайный советник, сенатор.